# 截頜鯉
截頜鯉（学名：Ospatulus truncatulus）为輻鰭魚綱鯉形目鲤科的一個種，分布於亞洲菲律賓民答那峨島拉瑙湖流域，為特有種，體長可達13.3公分，棲息在中底層水域。